# 憂花かすみ
憂花 かすみ（ゆうか かすみ 1969年2月1日 -  ）は、日本のAV女優。東京都出身。身長169cm、バスト83cm、ウエスト 57cm、ヒップ85cm。

## 来歴・人物
1980年代後半から1990年代前半にアダルトビデオで活動した。1991年にはタレントのビートたけしと肉体関係があったことを週刊誌に告白して誌面でヌードも披露（元々はたけしの弟子のガダルカナル・タカと仲が良く、この時もタカから呼ばれた場に偶然たけしが居合わせていた）。『女性自身』や『週刊女性』が憂花の語ったたけしのセックス描写を引用して後追い報道する騒ぎになった。その後、ビートきよしと組んでツービートとして営業をしていたたけしのそっくりさんのヒートたかしともAVで共演した。同年にビートたけしが選ぶ第1回東京スポーツ映画大賞でAV部門賞を受賞。授賞式では再会したたけしに感謝の弁を述べるとともに、その場で服を脱いで全裸になって返礼した。
さらに古谷一行と肉体関係があったことを記者会見して話題になったAV女優の浅井理恵と道頓堀劇場のストリップにコンビで出演しているのを目撃したと後にビートたけしがネタにしていた。
AV引退後はOLの傍らモデルとして活動。また六本木の旧防衛庁近くのバー『プシカル』（豊丸がママを務めた）に他の同世代のAV女優とともに在籍していた。

## 出演作品
- ウンタマギール（1989年、V&Rプランニング）
- 薔薇の愛欲〜シークレットノイズ〜（1989年、HRC
- あぶない課外授業（1989年、V&Rプランニング）
- お願いドクター　屋外診察所室　憂花かすみ（1989年12月1日、VIP）
- 若妻の熟れた桃尻（1990年、VIP）
- セクシャルスピリッツ（1990年、クリスタル映像）
- 牙VII 憂花かすみ（1990年、タキオン）
- ダスマニア物語（1990年、シネマジック）オムニバス作品
- 憂花かすみのSEXクリニック　お客様は樹まり子ちゃん（1990年3月27日、HRC）
- 原色VIDEO図鑑 OL倶楽部 庄司みゆき 憂花かすみ ほか（1990年5月13日、宇宙企画）＊オムニバス作品
- 女教師悪夢の罠III（1990年6月9日、HRC）
- 未亡人VS若妻 あわびの悶え（1990年7月6日、VIP）　共演:麻倉マリア
- 交姦紀行　真夏の性虐　憂花かすみ（1990年7月21日、新東宝）
- AV最強マシーン　高級娼婦の実態　憂花かすみ（1990年9月1日、ステラ）
- アダルトニュースステーション（1990年10月12日、VIP）　共演:庄司みゆき、君島愛
- 損失補填の女（1991年、シネマジック）
- ヒートたかしと憂華かすみの一夜妻（1991年、グラフィティジャパン）
- 前も後ろもトータル・ヤレール （1991年、VIP）
- 大阪名物コテコテビデオ スペルマ飲みだおれ!3（1991年、VIP）他出演:神崎美穂他
- ボディコン一夜妻（1991年6月21日、ウルトラD）
- 制服ボンデージ淫虐図鑑（1992年1月24日、シネマジック）他出演:秋真琴、桜井りか、山崎麻美、東淳子
- スキャンダラスな女優たち（1993年12月10日、VIP）
- 裏女尻スペシャル（1996年10月11日、シネマジック）他多数出演
- 緊縛事件簿スペシャル（1998年8月28日）他出演:水野愛、高見ゆめか
- ナースの誘惑（1999年、メディアバンク）他出演:みなみありす、瞳リョウ、島田百合花
- コスプレ大百科 コスチュームプレイのすべて（2001年4月27日、メディアバンク）
- MISTY 憂花かすみ（2002年3月8日、HRC）
- 別冊PPP ガーターベルトな女たち（2003年4月21日、V&Rプロダクツ）
- 不良債権の女（2003年9月26日、シネマジック）共演:水野愛
- LEGEND GIRLS 5（2005年1月14日、HRC）他出演:水無月小夜、佐伯祐里、小沢奈美、北原ななせ
- 懐エロ 夕樹舞子（2005年1月21日、エクストリージョン）他多数出演
- BEST OF LEGEND 朝岡実嶺＋（2006年12月8日、メディアバンク）
- ビデギャル養成講座Vol.3・AVシンデレラ
- 油断大敵わなわな（宇宙企画）
- 美人アナ
- 淫女伝説 ステラスペシャル　今井静香他（ステラ）
- 修羅憂花（HRC）
- 交姦紀行 真夏の性虐（新東宝）

## 関連書籍
- 『たけしのオイラが東スポ編集長!』（ビートたけし、2008年9月）ISBN 978-4796666121